# THEチャレンジャー
『三菱アクションドキュメンタリー THEチャレンジャー』（みつびしアクションドキュメンタリー ザ・チャレンジャー）は、1983年11月6日から1985年3月24日までTBS系列で放送されていたTBS製作のドキュメンタリー番組である。その後も1985年11月10日から1986年9月28日まで『チャレンジャー』と題して放送されていた。いずれも放送時間は毎週日曜19:30 - 20:00 （日本標準時）。

## 概要
日本のタレントや一般人たちが、世界各地の珍しいイベントや過去に日本人が参加したことのない競技に参加・挑戦する模様を放送。中野浩一が世界選手権自転車競技大会プロスプリント8連覇（1984年）および10連覇（1986年）を達成したときの模様を放送したこともある。
この番組は、第1期・第2期ともに三菱電機の一社提供で放送されていた。当初の提供アナウンスは「未来を開発する、三菱電機の提供でお送りします（しました）」だったが、1985年1月に三菱電機がロゴを変更してからは「技術がつくる高度なふれあい、SOCIO-TECHの三菱電機の提供でお送りします（しました）」とアナウンスするようになった。

## 出演者

### THEチャレンジャー
- 司会：水野晴郎（1984年9月まで）
- 初代ナレーター：小島一慶（1984年9月まで）
- 2代目ナレーター：古川登志夫（1984年10月から）

### チャレンジャー
- ナレーター：広川太一郎

| TBS 日曜19:30枠 （三菱電機の一社提供）                                                                                          | TBS 日曜19:30枠 （三菱電機の一社提供）                                             | TBS 日曜19:30枠 （三菱電機の一社提供）                             |
| 前番組 | 番組名                                                                             | 次番組                                                             |
| --- | ---------------------------------------------------------------------------------- | ------------------------------------------------------------------ |
| 西田敏行・桜田淳子のもちろん正解 （1983年4月17日 - 1983年9月25日） ↓ 単発特番 （1983年10月2日 - 1983年10月30日） ※19:30 - 20:54 | 三菱アクションドキュメンタリー THEチャレンジャー （1983年11月6日 - 1985年3月24日） | GOGOサンデー （1985年4月7日 - 1985年9月29日） ※19:30 - 20:54       |
| 固有枠名無しの単発特別番組枠 （1985年10月6日 - 1985年11月3日） ※19:30 - 20:54                                                   | 三菱アクションドキュメンタリー チャレンジャー （1985年11月10日 - 1986年9月28日）   | 三菱タイムトリップ テレビ探偵団 （1986年10月12日 - 1992年3月29日） |